# Г'юз (округ, Оклахома)
Шаблон:StateAbbr_ 35°02′ пн. ш. 96°16′ зх. д. / 35.04° пн. ш. 96.26° зх. д.
Округ Г'юз (англ. Hughes County) — округ (графство) у штаті Оклахома, США. Ідентифікатор округу 40063.

## Історія
Округ утворений 1907 року.

## Демографія
За даними перепису
2000 року
загальне населення округу становило 14154 осіб, зокрема міського населення було 5760, а сільського — 8394.
Серед мешканців округу чоловіків було 7278, а жінок — 6876. В окрузі було 5319 домогосподарств, 3677 родин, які мешкали в 6237 будинках.
Середній розмір родини становив 2,96.
Віковий розподіл населення поданий у таблиці:
| Стать    | До 15 років | 15-21 | 22-29 | 30-39 | 40-49 | 50-65 | 65-85 | Понад 85 |
| -------- | ----------- | ----- | ----- | ----- | ----- | ----- | ----- | -------- |
| Чоловіки | 1356        | 663   | 869   | 1118  | 1060  | 1158  | 924   | 130      |
| Жінки    | 1294        | 572   | 573   | 787   | 911   | 1167  | 1274  | 298      |

## Суміжні округи
- Окфаскі — північ
- Макінтош — північний схід
- Піттсбург — схід
- Коул — південь
- Понтоток — південний захід
- Семінол — захід

## Виноски
1. ↑  U.S. Decennial Census. United States Census Bureau. Архів оригіналу за 26 квітня 2015. Процитовано 21 лютого 2015.
2. ↑  Historical Census Browser. University of Virginia Library. Архів оригіналу за 11 серпня 2012. Процитовано 21 лютого 2015.
3. ↑  Forstall, Richard L., ред. (27 березня 1995). Population of Counties by Decennial Census: 1900 to 1990. United States Census Bureau. Архів оригіналу за 19 лютого 2015. Процитовано 21 лютого 2015.
4. ↑  Census 2000 PHC-T-4. Ranking Tables for Counties: 1990 and 2000 (PDF). United States Census Bureau. 2 квітня 2001. Архів оригіналу (PDF) за 18 грудня 2014. Процитовано 21 лютого 2015.
5. ↑  State & County QuickFacts. United States Census Bureau. Архів оригіналу за 6 червня 2011. Процитовано 21 лютого 2015.(англ.) Наведено за англійською вікіпедією.
6. ↑  American FactFinder. Бюро перепису населення США. Архів оригіналу за 21 травня 2008. Процитовано 31 січня 2008.

| США | Це незавершена стаття з географії США. Ви можете допомогти проєкту, виправивши або дописавши її. |